# جانز هاپکینز
جانز هاپکینز (زاده ۱۹ مه ۱۷۹۵ – درگذشته ۲۴ دسامبر ۱۸۷۳) تاجر، سرمایه‌گذار و خَیّر آمریکایی بود. او در یک مزرعه متولد شد و در سن ۱۷ سالگی خانه‌اش را به قصد کسب و کار ترک کرد و در بالتیمور، مریلند، استقرار یافت، جایی که بیشتر عمرش را سپری کرد.
هاپکینز مبلغ هنگفتی را در شرکت راه‌آهن بالتیمور و اوهایو سرمایه‌گذاری کرد که در نهایت منجر به تعیین او به عنوان مدیر مالی شرکت شد. او همچنین رئیس بانک ملی تاجران بالتیمور بود. هاپکینز به شدت از آبراهام لینکلن و اتحادیه حمایت می‌کرد و اغلب از محل اقامت خود در مریلند به عنوان محلی برای گردهمایی استراتژیست‌های اتحادیه استفاده می‌کرد. او کوئیکر بود و از جنبش لغو برده داری حمایت می‌کرد.
هاپکینز در تمام زندگی خود یک خَیّر نیکوکار بود. کمک‌های انسان‌دوستانه او پس از جنگ داخلی به‌طور قابل توجهی افزایش یافت. او به خاطر نگرانی برای افراد فقیر و برده‌های جدیداً آزاد شده، به ایجاد امکانات پزشکی رایگان، یتیم‌خانه‌ها، آسایشگاه‌ها و مدارس پرداخت که به کاهش وضعیت نابسامان فقر در بین همه، به ویژه جوانان، بدون توجه به نژاد، جنسیت، سن یا دین، کمک می‌کرد. پس از مرگ وی، وصایای او مؤسسات متعددی را به نام او تأسیس کردند که مهم‌ترین آنها بیمارستان جانز هاپکینز و مجموعه دانشگاه جانز هاپکینز، شامل دانشکده پرستاری جانز هاپکینز، دانشکده پزشکی جانز هاپکینز، دانشکده تجارت کِری، دانشکده بهداشت عمومی بلومبرگ جانز هاپکینز و دانشکده مطالعات بین‌المللی پیشرفته جانز هاپکینز، بودند. در آن زمان، این بزرگ‌ترین وقف خیرخواهانه بود که به یک مؤسسه آموزشی آمریکایی اهدا شده بود.

## مرگ

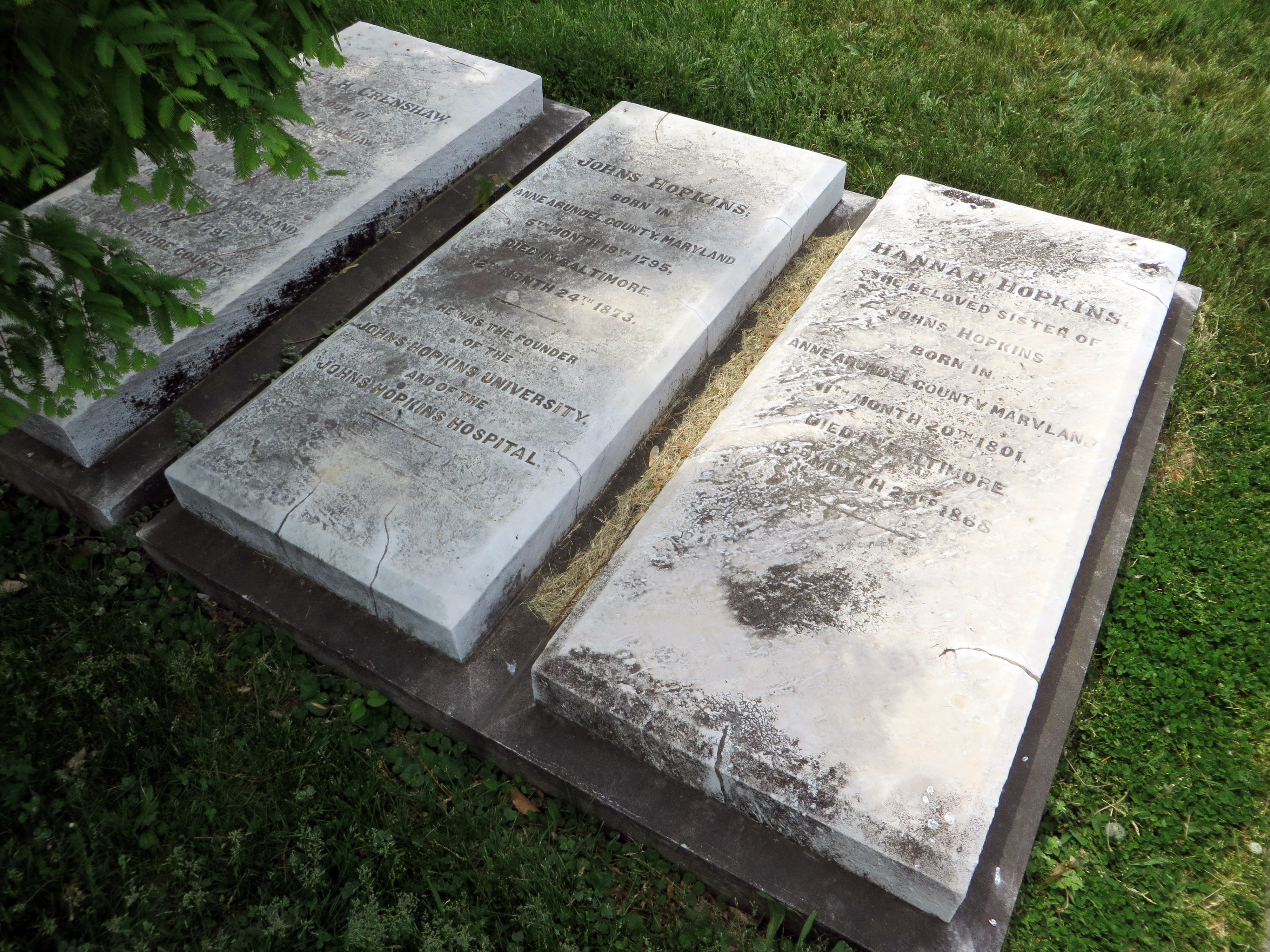
سنگ قبر هاپکینز (وسط) در قبرستان گرین مانت

هاپکینز در ۲۴ دسامبر ۱۸۷۳ در حالی که ۷۸ سال داشت، در بالتیمور درگذشت.